# Angela Kinsey
Angela Faye Kinsey (Lafayette, 25 giugno 1971) è un'attrice statunitense, nota soprattutto per aver interpretato Angela Martin in The Office, un ruolo che le è valso due Screen Actors Guild Award per il miglior cast in una serie commedia nel 2006 e nel 2007.

## Biografia
Angela Kinsey nacque a Lafayette, in Louisiana, e quando aveva due anni si trasferì con la famiglia a Giacarta, dove visse per dodici anni. Tornata negli Stati Uniti, la Kinsey studiò alla Baylor University, dove si laureò nel 1993. Dopo un'internship con la NBC per Late Night with Conan O'Brien, si trasferì a Los Angeles, dove cominciò a recitare in diversi episodi di serie TV. Nel 2005 ottenne il ruolo di Angela Martin nella serie TV The Office, in cui continuò a recitare per nove stagioni fino al 2013. Nel 2007 curò lo spin-off della serie, The Office: Accountants, per cui vinse un Daytime Emmy Award.
Angela Kinsey è stata sposata dal 2000 al 2010 con il produttore Warren Lieberstein, con cui ha avuto una figlia nel maggio 2008. Nel 2016 si è risposata con l'attore Joshua Snyder.

## Filmografia parziale

### Cinema
- Licenza di matrimonio (License to Wed), regia di Ken Kwapis (2007)
- Puzzole alla riscossa (Furry Vengeance), regia di Roger Kumble (2010)
- Struck by Lightning, regia di Brian Dannelly (2012)
- Tall Girl, regia di Nzingha Stewart (2019)

### Televisione
- King of the Hill – serie TV, 3 episodi (1997-2002)
- Una bionda per papà (Step by Step) – serie TV, 2 episodi (1998)
- Run of the House – serie TV, 1 episodio (2003)
- The Office – serie TV, 201 episodi (2005-2013)
- Detective Monk (Monk) – serie TV, episodi 6x03-7x07 (2007-2008)
- Wilfred – serie TV, 1 episodio (2013)
- New Girl – serie TV, 4 episodi (2013-2014)
- Hot in Cleveland – serie TV, 1 episodio (2014)
- Haters Back Off – serie TV, 16 episodi (2016-2017)
- The Real O'Neals – serie TV, 2 episodi (2016-2017)
- Life in Pieces – serie TV, 1 episodio (2017)
- Fresh Off the Boat – serie TV, 4 episodi (2018)
- A.P. Bio – serie TV, 1 episodio (2018)
- Splitting Up Together – serie TV, 1 episodio (2018)
- Miracle Workers – serie TV, 1 episodio (2019)
- Non ho mai... (Never Have I Ever) – serie TV, 3 episodi (2020)

Podcast
- Office Ladies – podcast (2019-in corso)

### Doppiaggio
- American Dad! - serie TV, 1 episodio (2010)
- Yo Gabba Gabba! - serie TV, 1 episodio (2010)

## Doppiatrici italiane
Nelle versioni in italiano delle opere in cui ha recitato, Angela Kinsey è stata doppiata da:
- Francesca Manicone in The Office (st. 4-9), Be Our Chef - Magie in cucina
- Giò Giò Rapattoni in Licenza di matrimonio, Tall Girl, Tall Girl 2
- Clorinda Venturiello in The Office (st. 1-3)
- Laura Latini in Detective Monk (ep. 6x03)
- Francesca Zavaglia in Detective Monk (ep. 7x07)
- Francesca Guadagno in Puzzole alla riscossa
- Sara Torresan in Splitting Up Together